# Ромеро, Лукас
Лукас Даниэль Ромеро (исп. Lucas Daniel Romero; родился 18 апреля 1994 года в Буэнос-Айресе) — аргентинский футболист, полузащитник «Леон». Участник Олимпийских игр 2016 года в Рио-де-Жанейро.

## Клубная карьера
Ромеро — воспитанник футбольной академии клуба «Велес Сарсфилд». 9 сентября 2012 года в матче против "Эстудиантес"а он дебютировал в аргентинской Примере, выйдя на замену в конце матча. В сезоне Апертуры 2012/13 Лукас стал чаще привлекаться к играм за основу «Велеса», он принял участие в 13 матчах, в четырёх выйдя в стартовом составе. В составе команды Ромеро стал чемпионом Инисиаль 2012. 12 мая 2013 года в поединке против «Арсенала» из Саранди он забил свой первый гол за «Велес». В начале 2016 года Лукас перешёл в бразильский «Крузейро», подписав контракт на четыре в половиной года.

## Международная карьера
В декабре 2012 года Ромеро попал в заявку молодёжной сборной Аргентины на домашний молодёжный Кубок Америки. На турнире он сыграл в матчах против команд Чили, Парагвая, Боливии и Колумбии.
Летом 2016 года Сантьяго в составе олимпийской сборной Аргентины принял участие в Олимпийских играх в в Рио-де-Жанейро. На турнире он сыграл в матче против команды Алжира.

## Достижения
Командные
 «Велес Сарсфилд»
- Чемпионат Аргентины по футболу — Инисиаль 2012
- Обладатель Суперкубка Аргентины — 2013

 «Крузейро»
- Обладатель Кубка Бразилии — 2017